# Morti nel 2010/Giugno
| Questa pagina contiene informazioni ricavate automaticamente dalle voci biografiche con l'ausilio del template Bio e di un bot. L'aggiornamento è periodico e automatico e ricostruisce completamente la pagina. Se manca una persona in questa lista, sei pregato di non aggiungerla, ma accertati piuttosto che la sua voce biografica contenga il template Bio e che i dati anagrafici siano correttamente compilati. Se il template Bio manca, inseriscilo tu stesso o, in alternativa, metti l'avviso {{tmp\|Bio}} che ne segnala la mancanza. Se i dati riportati sono sbagliati, correggi direttamente la voce biografica; le modifiche saranno visibili in questa lista entro pochi giorni. Per chiarimenti vedi il progetto biografie. La lista contiene solo le 152 persone che sono citate nell'enciclopedia e per le quali è stato implementato correttamente il template Bio. Pagina aggiornata al 18 ago 2025. |

- 1º giugno - Arturo Falaschi, genetista italiano (n. 1933)
- 1º giugno - John Hagart, allenatore di calcio e calciatore scozzese (n. 1937)
- 1º giugno - George Martin, attore statunitense (n. 1929)
- 1º giugno - Andrej Andreevič Voznesenskij, poeta russo (n. 1933)
- 1º giugno - Kazuo Ōno, danzatore giapponese (n. 1906)
- 2 giugno - Luigi Colturi, sciatore alpino italiano (n. 1967)
- 2 giugno - Dorothy DeBorba, attrice statunitense (n. 1925)
- 2 giugno - Paolo Fantazzini, giocatore di football americano italiano (n. 1959)
- 2 giugno - Raymond Franz, predicatore statunitense (n. 1922)
- 2 giugno - John Richardson, politico, insegnante e militare canadese (n. 1932)
- 2 giugno - Gabriele Sella, pistard italiano (n. 1963)
- 2 giugno - Giuseppe Taddei, baritono italiano (n. 1916)
- 2 giugno - Eleanor Taylor Bland, scrittrice statunitense (n. 1944)
- 3 giugno - Vladimir Igorevič Arnol'd, matematico russo (n. 1937)
- 3 giugno - Rue McClanahan, attrice statunitense (n. 1934)
- 3 giugno - Luigi Padovese, vescovo cattolico italiano (n. 1947)
- 3 giugno - Paolino Ranieri, politico e partigiano italiano (n. 1912)
- 3 giugno - Augusto Taiocchi, pilota motociclistico italiano (n. 1950)
- 3 giugno - Hasan di Tiro, attivista e politico indonesiano (n. 1925)
- 4 giugno - Mino De Blasio, poeta, scrittore e giornalista italiano (n. 1954)
- 4 giugno - David Markson, scrittore statunitense (n. 1927)
- 4 giugno - John Wooden, allenatore di pallacanestro e cestista statunitense (n. 1910)
- 5 giugno - Esma Agolli, attrice albanese (n. 1928)
- 5 giugno - Angus Douglas-Hamilton, XV duca di Hamilton, nobile scozzese (n. 1938)
- 5 giugno - Tommy Jones, calciatore inglese (n. 1930)
- 5 giugno - Kerns Powers, ingegnere statunitense (n. 1925)
- 6 giugno - György Bulányi, teologo e presbitero ungherese (n. 1919)
- 6 giugno - Rok Klopčič, violinista, musicologo e docente sloveno (n. 1933)
- 6 giugno - Biagio Virgili, politico italiano (n. 1929)
- 6 giugno - Wendol Williams, calciatore anglo-verginiano (n. 1970)
- 6 giugno - Paul Wunderlich, artista tedesco (n. 1927)
- 7 giugno - Stuart Cable, batterista e personaggio televisivo britannico (n. 1970)
- 7 giugno - Kurt Lauterbach, allenatore di pallacanestro e dirigente sportivo tedesco (n. 1921)
- 8 giugno - Aldo Marelli, calciatore italiano (n. 1919)
- 8 giugno - Marina Timofeevna Semënova, ballerina russa (n. 1908)
- 8 giugno - Crispian St. Peters, cantante, musicista e chitarrista britannico (n. 1939)
- 9 giugno - Bruno Bosio, calciatore italiano (n. 1928)
- 9 giugno - Gauri Shankar Kalita, giornalista indiano (n. 1955)
- 9 giugno - Jean Perniceni, cestista e allenatore di pallacanestro francese (n. 1930)
- 10 giugno - Viktor Michajlovič Georgiev, regista sovietico (n. 1937)
- 10 giugno - Leonid Ivanov, cestista sovietico (n. 1944)
- 10 giugno - Vlaho Orlić, pallanuotista e allenatore di pallanuoto serbo (n. 1934)
- 10 giugno - Ferdinand Oyono, scrittore e diplomatico camerunese (n. 1929)
- 10 giugno - Silvano Panunzio, filosofo, poeta e scrittore italiano (n. 1918)
- 10 giugno - Sigmar Polke, artista tedesco (n. 1941)
- 10 giugno - Basil Myron Schott, arcivescovo cattolico statunitense (n. 1939)
- 10 giugno - Lars Sørlie, calciatore norvegese (n. 1962)
- 10 giugno - Giannīs Spanoudakīs, cestista e allenatore di pallacanestro greco (n. 1931)
- 11 giugno - Andrzej Piątkowski, schermidore polacco (n. 1934)
- 11 giugno - Giorgio Questa, organista italiano (n. 1929)
- 12 giugno - Gabriele Crisanti, produttore cinematografico, regista e sceneggiatore italiano (n. 1935)
- 12 giugno - Carlo Massoni, generale italiano (n. 1914)
- 12 giugno - Luigi Petrini, regista e sceneggiatore italiano (n. 1934)
- 12 giugno - Gennaro Rambone, allenatore di calcio e calciatore italiano (n. 1935)
- 12 giugno - Les Richter, giocatore di football americano statunitense (n. 1930)
- 12 giugno - Grizzly Smith, wrestler statunitense (n. 1932)
- 12 giugno - Graziano Verzotto, partigiano, dirigente d'azienda e politico italiano (n. 1923)
- 12 giugno - Al Williamson, fumettista statunitense (n. 1931)
- 13 giugno - Jimmy Dean, cantante e conduttore televisivo statunitense (n. 1934)
- 13 giugno - Carmelo Di Mazzarelli, attore italiano (n. 1918)
- 13 giugno - Iosif Florianovič Gejl’man, educatore e scrittore sovietico (n. 1923)
- 13 giugno - Bill Herman, cestista statunitense (n. 1924)
- 13 giugno - János Palotai, calciatore ungherese (n. 1928)
- 13 giugno - Tom Stith, cestista statunitense (n. 1939)
- 14 giugno - Giampiero Becherelli, attore e scrittore italiano (n. 1929)
- 14 giugno - Resi Hammerer, sciatrice alpina austriaca (n. 1925)
- 14 giugno - Leonid Denisovič Kizim, cosmonauta sovietico (n. 1941)
- 14 giugno - Giacinto Prandelli, tenore italiano (n. 1914)
- 14 giugno - Damian Silvera, calciatore statunitense (n. 1974)
- 15 giugno - Luciano Berti, storico dell'arte italiano (n. 1922)
- 15 giugno - Bekim Fehmiu, attore jugoslavo (n. 1936)
- 15 giugno - Charles Hickcox, nuotatore statunitense (n. 1947)
- 15 giugno - Jurij Illjenko, regista e sceneggiatore sovietico (n. 1936)
- 15 giugno - Günter Imhof, calciatore tedesco orientale (n. 1934)
- 15 giugno - Heidi Kabel, attrice tedesca (n. 1914)
- 16 giugno - Marc Bazin, politico haitiano (n. 1932)
- 16 giugno - Bill Dixon, musicista, compositore e educatore statunitense (n. 1925)
- 16 giugno - Maureen Forrester, contralto canadese (n. 1930)
- 16 giugno - Amedeo Guillet, militare e diplomatico italiano (n. 1909)
- 16 giugno - Claudio Marabini, scrittore, giornalista e critico letterario italiano (n. 1930)
- 16 giugno - Ronald Neame, regista, sceneggiatore e direttore della fotografia inglese (n. 1911)
- 16 giugno - Corso Salani, regista, sceneggiatore e attore italiano (n. 1961)
- 16 giugno - Garry Shider, chitarrista statunitense (n. 1953)
- 16 giugno - Antonio de la Hoz, calciatore e allenatore di calcio colombiano (n. 1920)
- 17 giugno - Elżbieta Czyżewska, attrice polacca (n. 1938)
- 17 giugno - Hans Dichand, giornalista austriaco (n. 1921)
- 17 giugno - Andy Ripley, rugbista a 15, imprenditore e dirigente d'azienda britannico (n. 1947)
- 17 giugno - Kalevi Suoniemi, ginnasta finlandese (n. 1931)
- 18 giugno - Marcel Bigeard, generale francese (n. 1916)
- 18 giugno - Bogdan Bogdanović, architetto e politico serbo (n. 1922)
- 18 giugno - Ronnie Lee Gardner, criminale statunitense (n. 1961)
- 18 giugno - José Saramago, scrittore, giornalista e drammaturgo portoghese (n. 1922)
- 19 giugno - Manute Bol, cestista sudanese (n. 1962)
- 19 giugno - Vanna Brosio, cantante, conduttrice televisiva e attrice italiana (n. 1943)
- 19 giugno - Ned Endress, cestista e allenatore di pallacanestro statunitense (n. 1918)
- 19 giugno - Giovanni Federspil, medico italiano (n. 1938)
- 19 giugno - Robin C. Matthews, economista e compositore di scacchi britannico (n. 1927)
- 19 giugno - Pietro Milio, avvocato e politico italiano (n. 1944)
- 19 giugno - Carlos Monsiváis, giornalista, saggista e critico letterario messicano (n. 1938)
- 19 giugno - Ursula Thiess, attrice tedesca (n. 1924)
- 20 giugno - Harry Blackmore Whittington, paleontologo e docente britannico (n. 1916)
- 20 giugno - Roberto Rosato, calciatore italiano (n. 1943)
- 20 giugno - Jacques Yameogo, allenatore di calcio burkinabé (n. 1943)
- 21 giugno - Darío Botero, filosofo, scrittore e avvocato colombiano (n. 1938)
- 21 giugno - Moustapha Dao, regista burkinabé (n. 1955)
- 21 giugno - Héctor Demarco, calciatore uruguaiano (n. 1936)
- 21 giugno - Manuela Righini, giornalista italiana (n. 1951)
- 21 giugno - İlhan Selçuk, giornalista e scrittore turco (n. 1925)
- 21 giugno - Annette Tison, architetta e scrittrice francese (n. 1942)
- 22 giugno - Giovanni Manzella, calciatore italiano (n. 1932)
- 22 giugno - Francesco Orlando, critico letterario e francesista italiano (n. 1934)
- 22 giugno - Levern Tart, cestista statunitense (n. 1942)
- 23 giugno - Jörg Berger, allenatore di calcio e calciatore tedesco (n. 1944)
- 23 giugno - Magda Frank, scultrice ungherese (n. 1914)
- 23 giugno - Frank Giering, attore tedesco (n. 1971)
- 23 giugno - Pavel Grigor'evič Ljubimov, regista sovietico (n. 1938)
- 23 giugno - Mohamed Mzali, politico tunisino (n. 1925)
- 23 giugno - Pete Quaife, bassista britannico (n. 1943)
- 24 giugno - Toni Adams, statunitense (n. 1964)
- 24 giugno - JoJo Billingsley, cantante statunitense (n. 1952)
- 24 giugno - Antonio Caldonazzi, attore teatrale, drammaturgo e regista teatrale italiano (n. 1968)
- 24 giugno - Francis Dreyfus, produttore discografico francese (n. 1940)
- 24 giugno - Kazimierz Paździor, pugile polacco (n. 1935)
- 25 giugno - Francesco Barbaccia, medico e politico italiano (n. 1922)
- 25 giugno - Enzo Tiezzi, chimico, politico e ambientalista italiano (n. 1938)
- 26 giugno - Algirdas Brazauskas, politico lituano (n. 1932)
- 26 giugno - Aldo Giuffré, attore e doppiatore italiano (n. 1924)
- 26 giugno - Francis Isnard, calciatore francese (n. 1945)
- 26 giugno - Charles Spencer King, ingegnere, progettista e manager britannico (n. 1925)
- 26 giugno - Robert Ian Winstin, compositore, direttore d'orchestra e pianista statunitense (n. 1959)
- 27 giugno - Corey Allen, regista, attore e scrittore statunitense (n. 1934)
- 27 giugno - Rina Gagliardi, giornalista e politica italiana (n. 1947)
- 27 giugno - João Gonçalves Filho, nuotatore e pallanuotista brasiliano (n. 1934)
- 27 giugno - Antoine de La Garanderie, filosofo e pedagogista francese (n. 1920)
- 27 giugno - Claude Robin, calciatore francese (n. 1941)
- 27 giugno - Luciano Succi, ciclista su strada italiano (n. 1915)
- 27 giugno - Torgeir Wethal, attore e regista norvegese (n. 1947)
- 28 giugno - Robert Byrd, politico statunitense (n. 1917)
- 28 giugno - Giuliana Fiorentino Tedeschi, scrittrice e superstite dell'Olocausto italiana (n. 1914)
- 28 giugno - Nicolas Hayek, imprenditore svizzero (n. 1928)
- 28 giugno - Angelo Ruffinoni, calciatore italiano (n. 1931)
- 28 giugno - Rodolfo Torre Cantú, medico e politico messicano (n. 1964)
- 29 giugno - Rudolf Leopold, collezionista d'arte austriaco (n. 1925)
- 29 giugno - Ladislav Mišta, scacchista ceco (n. 1943)
- 29 giugno - Marcello Pagnini, critico letterario e anglista italiano (n. 1921)
- 29 giugno - Gunars Saliņš, scrittore lettone (n. 1924)
- 29 giugno - Pietro Taricone, attore e personaggio televisivo italiano (n. 1975)
- 30 giugno - Carlo Facchini, dirigente sportivo, allenatore di calcio e calciatore italiano (n. 1920)
- 30 giugno - Herbert Hoffmann, fotografo tedesco (n. 1919)
- 30 giugno - Juhani Kyöstilä, cestista finlandese (n. 1931)
- 30 giugno - Denny Moyer, pugile statunitense (n. 1939)
- 30 giugno - Stefano Serchinich, marciatore italiano (n. 1929)